# Parc Astérix
Parc Astérix es un parque temático francés consagrado al espíritu galo tal y como se muestra en la serie de dibujos animados de Astérix el Galo, obra conjunta de Uderzo y Goscinny. En 2023, este parque temático fue el segundo parque de ocio más visitado de Francia y el octavo de Europa, con más de 2,8 millones de visitantes.
El parque se sitúa en la localidad de Plailly, en el Departamento de Oise, a 35 km de París y a 15 km del Aeropuerto Charles de Gaulle, por la autoroute (autopista) A1. 
En las cercanías del parque se encuentran los bosques de Chantilly y de Ermenonville, así como las ciudades históricas de Senlis y Chantilly, con su famoso castillo.

## Historia
El Parc Astérix es uno de los grandes proyectos de parques temáticos franceses a finales de los años 1980. En 1981, Albert Uderzo, después de haber visitado Disneyland en California, imaginó un proyecto de un parque de atracciones sobre el tema de Astérix, aunque la coyuntura económica tras la elección presidencial de François Miterrand retrasó el proyecto. La construcción del parque se pudo hacer posible gracias al encuentro de Uderzo con Patrice Tournier, especialista en conceptos de proyectos inmobiliarios, y Eric Licoys, banquero de negocios. El parque fue diseñado por dos arquitectos, Michel Kalt y Jean-Michel Ruols. La sociedad "Parc Astérix SA" fue fundada en 1985. A la cabeza del proyecto, el grupo financiero británico Barclays reunió a otros 20 inversores, y seis diseñadores, entre ellos Marcel Gotlib, Roger Carel, Pierre Tchernia y Uderzo, realizaron la concepción de los escenarios del parque. La inversión representó 850 millones de francos (130 millones de euros) y la creación de 1.200 empleos. Disneyland París en el déficit crónico 1. Sin embargo, desde hace varios años, la timidez de las inversiones afectadas a la popularidad del sitio, rechazado por los hogares. La asistencia se está erosionando en 2007 (1 620 000 visitantes en 2007, -4,7%) 2 y el complejo de ocio es relegado al tercer lugar en las listas francesas, superado por el Futuroscope y Disneyland París. 2007 fue el primer año en el que el parque abrió por primera vez en su historia durante las vacaciones de Navidad.
En 2008, el parque recibe una creciente asistencia de más de 12% y un aumento de volumen de negocios de 7,54%. Este aumento se explica por un aumento en el número de días abiertos (con el primer lanzamiento de la temporada de invierno). El sitio web se renueva con una fuerte asistencia, después de tres años de disminución. En 2009, para el 20 aniversario, el parque abrió durante los fines de semana de septiembre y octubre y llevó a cabo un evento de Halloween llamado "Miedo en el Parc Astérix".

## Atracciones
El parque está dividido en 6 áreas basadas con el mundo de Astérix el Galo.

### El Imperio Romano
Esta área sirve de entrada al parque a través de la Antiqua Via. Incluye todos los servicios tradicionales, tales como puntos de información, cajas, etc. La también contiene numerosas tiendas y establecimientos de comida como: El Gran Mercado Lutetia Galerías Gauloises, El Dulce Palacio, Alfombra Mágica, Numerobis, Gravédanlonix, Le Bon Legionario, etc.
Una vez fuera de la Antiqua Via, la zona es totalmente decorada sobre la temática del Imperio romano. Fiel a los dibujos animados, nos encontramos con signos humorísticos e inscripciones (incluida una señal de Roma apuntado a todas las direcciones según el proverbio bien conocido).
Incluye las siguientes atracciones:
- Romus et Rapidus
- Les Espions de César
- Le Défi de César
- Le Carrousel de César
- Le Petit Train

### Bienvenidos al País Galo
Reconstrucción parcial de la aldea de Astérix.
Incluye las siguientes atracciones:
- La Trace du Hourra
- Menhir Express
- Le Grand Splatch
- Les Chaudrons
- La Petit Tempête
- Epidemaïs Croisière
- Etamine
- Aérodynamix
- Enigmatix
- Hydrolix
- Lavomatix
- Les Petits Chars Tamponneurs
- Aire de Jeux Panoramix
- Aire de Jeux du Petit Chêne
- La Forêt d'Idéfix

### La Grecia Antigua

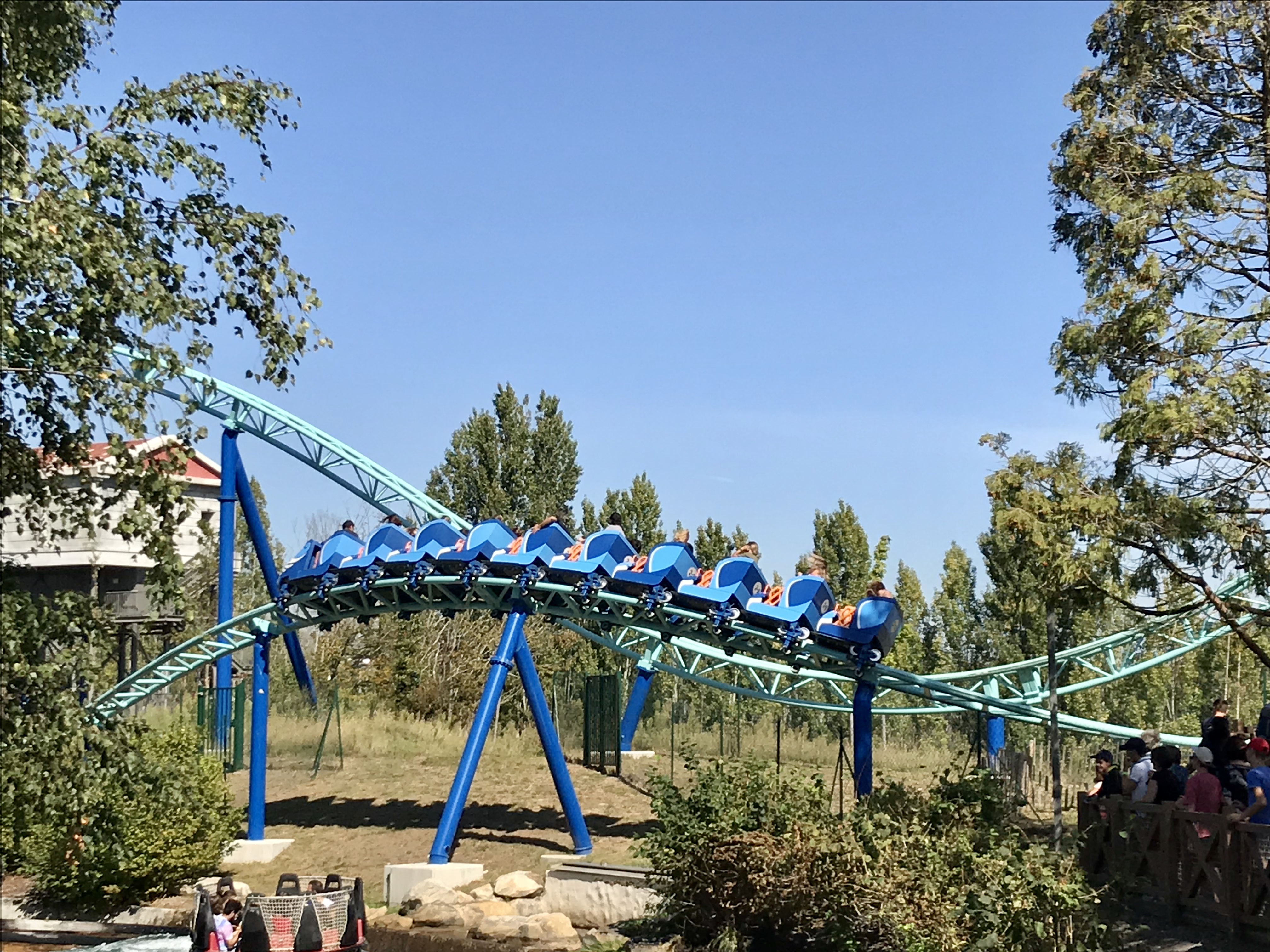
Pegase Express, una de las montañas rusas familiares del parque.

La antigua Grecia es un área en las afueras del Imperio Romano. Totalmente en tema con el mundo helénico y su mitología, se presenta en estilo de cómic humorístico popular por Uderzo y Goscinny.
Incluye las siguientes atracciones:
- Tonnerre de Zeus
- Le Cheval de Troie
- Pégase Express
- Discobélix
- Le Vol d'Icare
- La Rivière d'Elis
- L'Hydre de Lerne

### Los Vikingos
Es un área que rodea el cuerpo del parque acuático (antes del Gran Lago). Este es uno de los principales lugares donde se realiza el evento Lutece Beach.
Incluye las siguientes atracciones:
- Goudurix
- La Galère
- Les Petits Drakkars
- Les Petites Chaises Volantes
- L'Escadrille des As
- Le Mini Carrousel
- Aire de Jeux Viking

### A Través del Tiempo

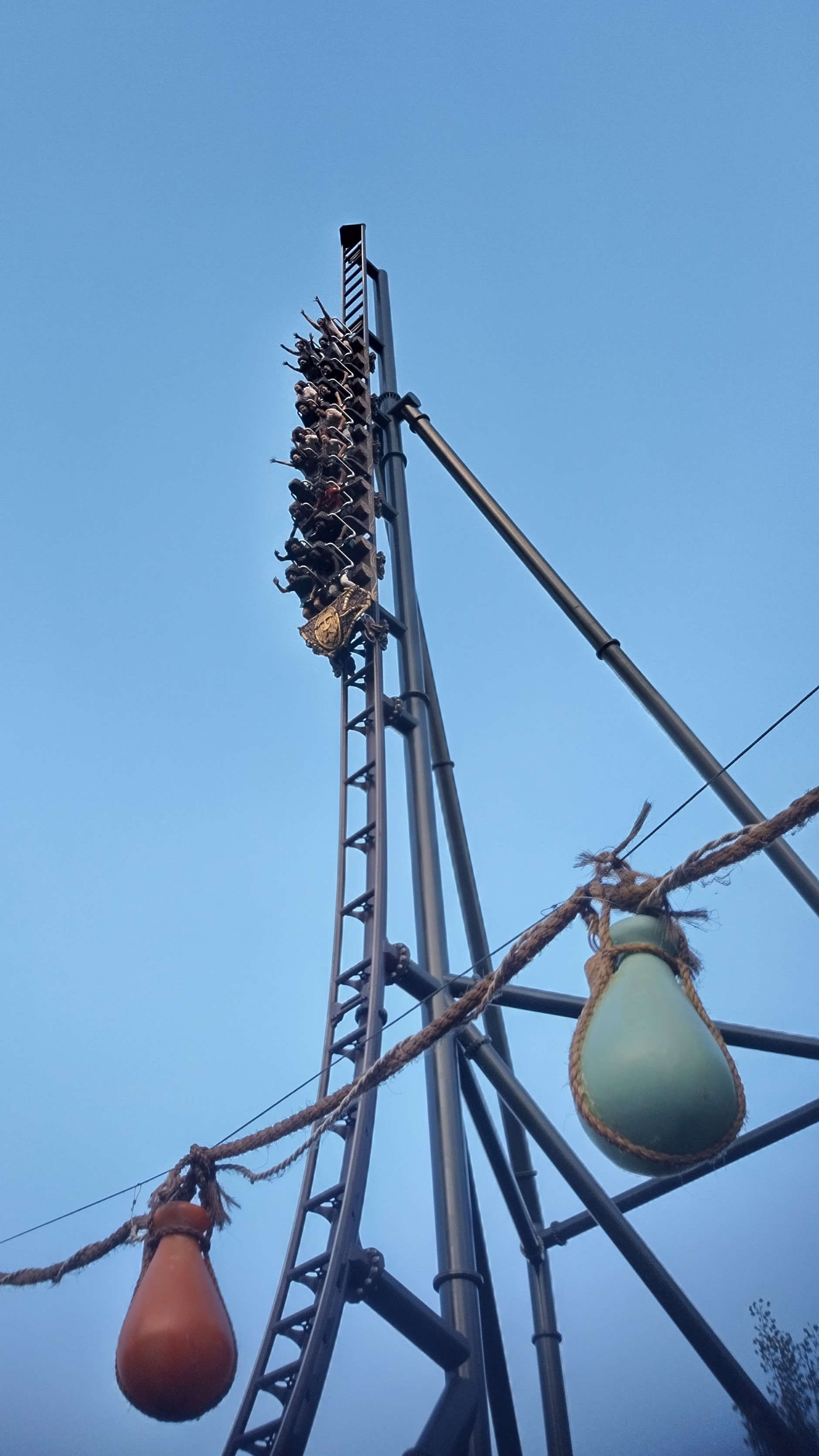
Toutatis, la montaña rusa inaugurada en 2023.

Antigua zona basada en la Edad Media, ahora unida a la Calle de París.
Esta es la primera zona que tiene un tema fuera del mundo de Astérix. Se centra en la vida de la Edad Media, los caballeros , etc. Una cubierta incluye varios artesanos como un tallador de piedra, un tallador de madera, un soplador de vidrio maestro, un herrero o un alfarero, que se dan cuenta ante los ojos de los visitantes de verdaderas obras de arte. . En la parte cubierta, llamada la Calle de París, hay varios eventos, proyecciones de cine, tiendas, y el paisaje en el linaje de París.
Incluye las siguientes atracciones:
- Les Chaises Volantes
- L'Oxygénarium
- Le Chemin des Sorciers
- Les Chevaux du Roy
- Le Transdemonium

### Egipto
Esta zona de 2,5 hectáreas sobre la temática del Antiguo Egipto fue inaugurada el 7 de abril de 2012. La nueva zona y la nueva atracción representaron un coste de 20 millones de euros, la mayor inversión del parque desde su creación.
El visitante puede encontrar dos atracciones:
- OzIris: montaña rusa invertida que alcanzan una elevación de 40 m de altura. La atracción fue inaugurada oficialmente el 2 de junio de 2012.
- SOS Numérobis: montaña rusa infantil con una longitud de 200 metros, construida en 1990; anteriormente llamada Tans'Averno y ubicada en la zona originalmente llamada Lugar de Gergovia, renombrada más tarde como Periférix.

### Festival Toutatis
Esta zona se abrió en 2023
El visitante puede encontrar dos atracciones:
- Toutatis : Una montaña rusa motorizada, es la más alta y rápida de Francia.
- Chez Girofolix : Un paseo en familia.

## Incidentes
- En julio de 2004, un niño de 11 años fue alcanzado por un relámpago al pie de la atracción Tonerre de Zeus (El trueno de Zeus). El parque había continuado funcionando a pesar de las advertencias meteorológicas.
- El 5 de julio de 2006, un niño belga de 6 años se cayó de una balsa neumática y murió ahogado en la atracción La Descent du Styx. Después de una importante investigación policial y muchos trabajos de seguridad, como la instalación de redes de protección, cámaras de seguridad y chalecos salvavidas, la atracción fue reabierta en 2008, aunque fue renombrada a Romus y Rapidus para dejar atrás el mal recuerdo de su nombre.[5]